# Acropyga indistincta
Acropyga indistincta är en myrart som beskrevs av W. C. Crawley 1923. Acropyga indistincta ingår i släktet Acropyga och familjen myror. Inga underarter finns listade i Catalogue of Life.